# Ratusz Hradczański

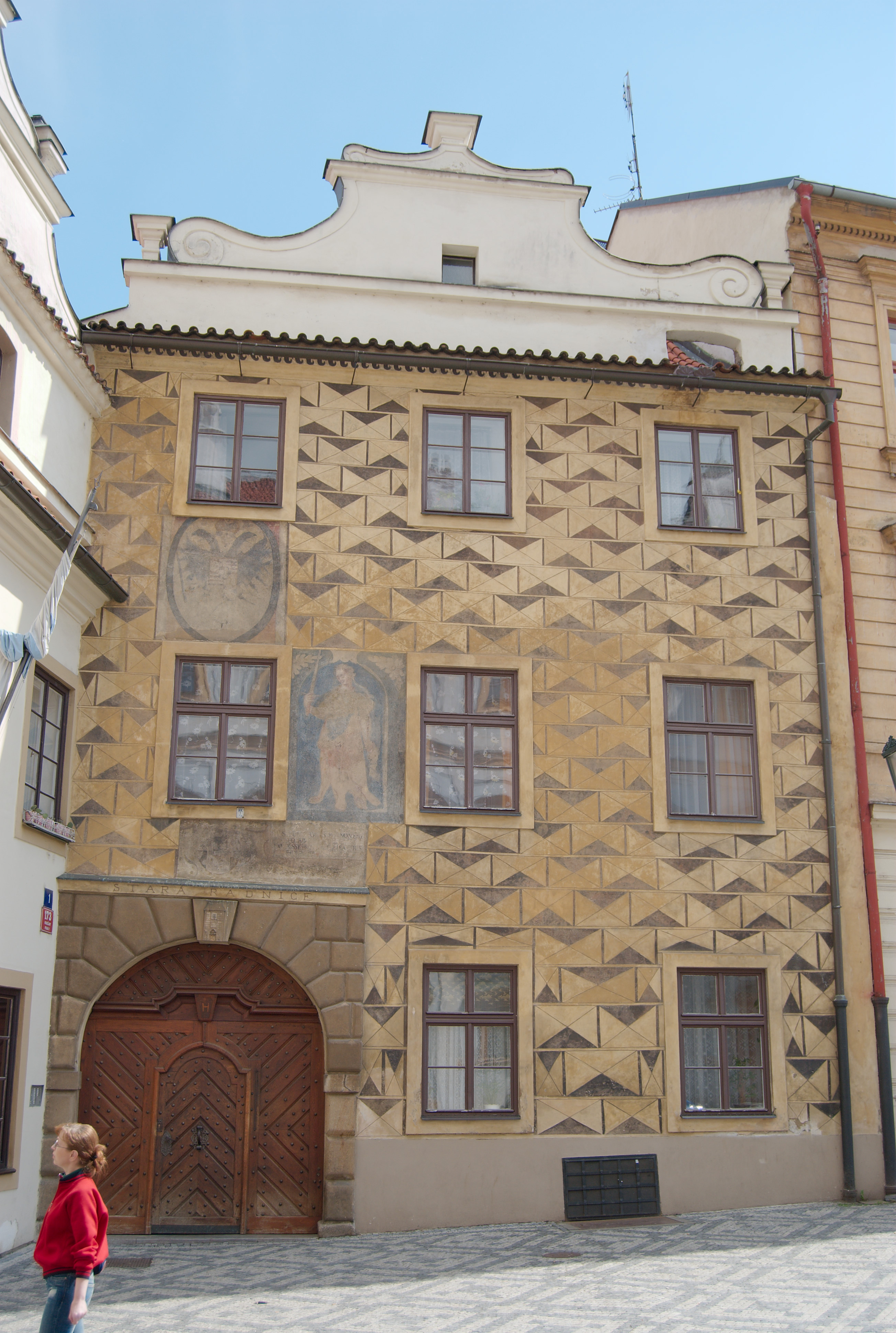
Ratusz Hradczański

Ratusz Hradczański (cz. Hradčanská radnice) – renesansowy budynek ratusza, który znajduje się w Pradze 1, na Hradczanach, w ulicy Loretanskiej. Czasem jako drugi adres są podawane Radnické schody. Jest to prostokątny budynek, który powstał na przełomie XVI i XVII wieku, po tym gdy cesarz Rudolf II ogłosił od 1592 Hradczany niezależnym miastem. Na fasadzie budynku, dekorowanej pozornym boniowaniem wykonanym w technice sgraffita, zostały przedstawione herb miasta Hradczany, godło cesarskie oraz alegoria sprawiedliwości.
Budynek został w połowie XVIII wieku przebudowany na kamienicę. Jest to jeden z ciekawszych zabytków renesansowych w okolicy Zamku Praskiego.